# Broforce
『Broforce』（『ブロフォース』表記もあり）はFree Livesによって開発され、Devolver Digitalによって発売された横スクロール形式のラン＆ガンプラットホームゲームである。開発は2012年4月、ゲームジャムのエントリーとして始まり、開発者と人気のおかげで早期アクセスゲームという形で開発が続くことになった。このゲームは2015年10月15日にMicrosoft WindowsとOS Xで発売され、その2日後にLinuxでも発売された。PlayStation 4版は2016年3月1日に、Nintendo Switch版は2018年9月6日に発売された。

## ゲームプレイ
プレイヤーのキャラクターである「ブロ」は過剰に男性的であり、アクションヒーロースタイルの特殊部隊員で、テロリストと戦い、チームメイトと一緒に戦争捕虜を囚われた状態から救う。このゲームはプレイヤーの発砲によって周囲の環境を破壊できる。悪魔のボスを倒し、アメリカ国旗を掲げ、背景が爆発している間にヘリコプターで脱出するとレベルのクリアとなる。
『Broforce』は最初は数名のキャラクターしか使用できないが、プレイヤーが一定数の捕虜を救助することでさらにキャラクターを獲得することができる。これらのブロフォースのキャラクターは「ネルソン・ブロデラ」の指揮下にある。キャラクターはジョン・ランボーやダイ・ハードシリーズのジョン・マクレーン、チャック・ノリス、ミスターT、エイリアンシリーズのエレン・リプリー、ターミネーターシリーズのT-800といった実際のアクションヒーローのパロディである。また多くのキャラクターは、ランブロやブロミネーターのように、オリジナルの名前に何らかの方法で「ブロ」を足されて呼ばれることがある。レベル開始時に選ばれるキャラクターはランダムであり、プレイヤーが指定することはできない。使用しているキャラが死亡するか、戦争捕虜を救助するたびに別のキャラクターに変更される。各キャラクターの攻撃や動きは、もとになったヒーローにちなんでおり、例えばリプリーのキャラクターは火炎放射の特殊能力を持っており、インディ・ジョーンズを基にしたキャラクターは主に鞭を使っている。

## 開発
Free Livesは2012年春のLudum Dare23ゲームジャムのエントリーとしてRambrosを提出した。「面白さ部門」で最優秀賞を獲得し、チームプロジェクトをして継続するのに十分な肯定的なフィードバックを受けた。開発者は他のキャラクター、ブロマンドとの協力モードを追加することを考え、それが「暴力的なアクションムービーの感覚」で「「ブロたち」を集める」というゲームのコアコンセプトになった。
このゲームは1980年代のアクション映画ジャンルを楽しく誇張したものとしてデザインされた。このゲームの興趣である「ブロ」キャラクターたちへの関心はゲームディレクターのエヴァン・グリーンウッドが抱いていた1980年代から1990年代にかけてのアクション映画への愛に起因し、それが宇宙空間の旅行、恐竜との闘い、サメとの競争といったゲームの美学、テーマ、ゲームプレイにつながった。ブロたちはテロリズムとの闘いにおいてお互いを守るべく密接なつながりを共有する。グリーンウッズは『Broforce』を「アクションヒーローに対する愛情のこもった描写」だと述べていた。彼らは「形ばかりのトークン的女性キャラクター」を追加したり、陰謀やロマンス目的でライバルの女性のブロフォースを作ることはせずに、代わりに既存のチームの一部にして、性別で区別しないようにした。 

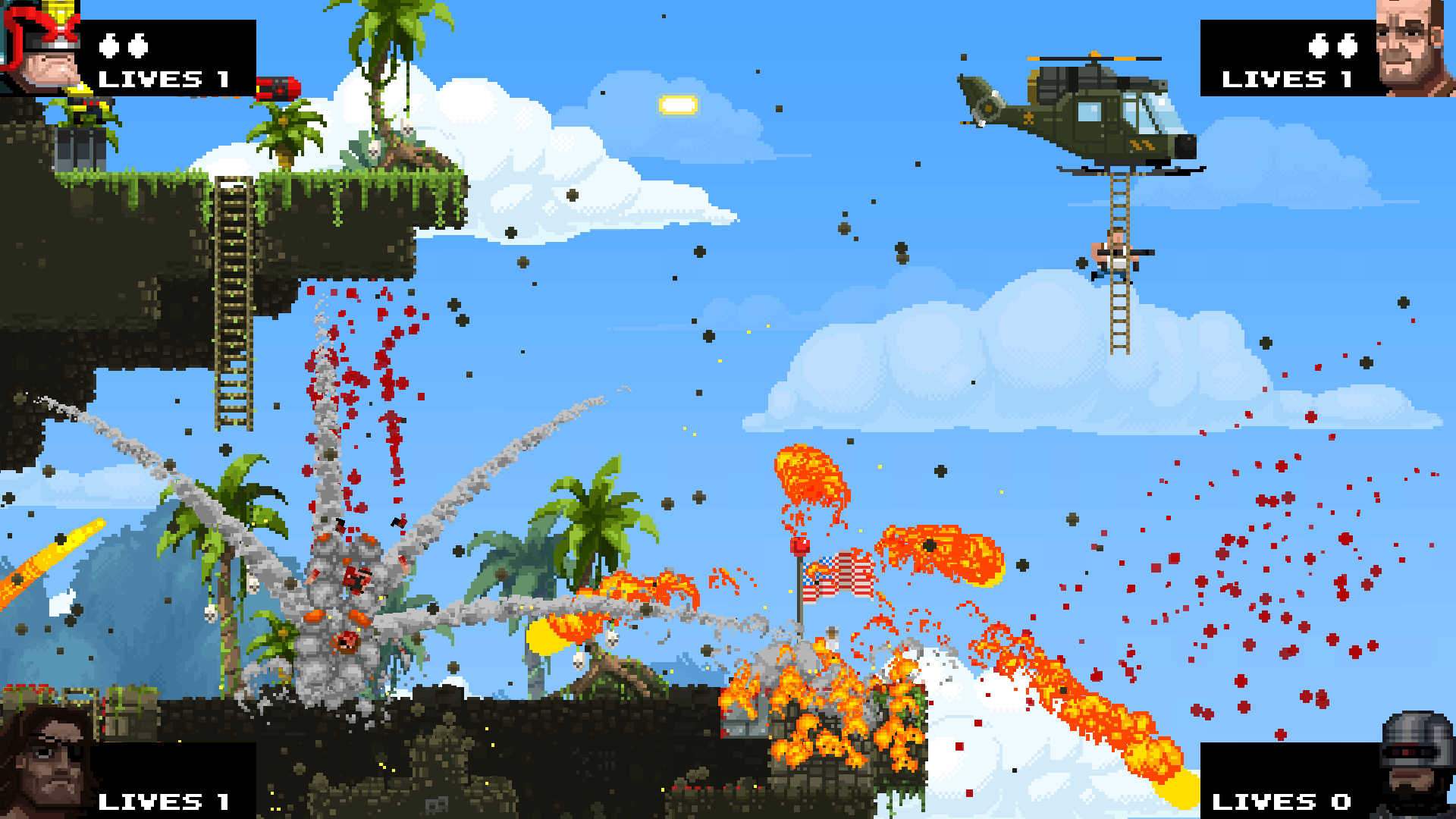
ゲームのスクリーンショット

「ブロトタイプ」と呼ばれるブロフォースのゲームデモが開発者のwebサイトからリリースされた。このデモではゲームプレイのサンプルはあったが、ゲームの説明はなかった。このゲームは2013年7月24日にSteam Greenlightに承認された。2014年4月7日のSteamで早期アクセスが開始され、2014年第2四半期にMicrosoft Windowsとコンソール向けフルリリースが計画された。最終的なゲームにはゲームはオンラインマルチプレイヤー、リーダーボードを備えたデスマッチアリーナ、 レベルエディタ、より優れたグラフィックなどが含まれる予定であった。
2014年8月、映画『エクスペンダブルズ3 ワールドミッション』の宣伝の一環として、同映画に基づくスタンドアロン拡張「エクスペンダブロズ」がリリースされ、12月31日まで無料でプレイ可能だった。
2015年2月、Alien Infestationが追加されてゲームの拡張が行われた。2015年10月15日、ゲームは完全リリースされ、サタンと戦う能力追加などの再拡張が行われた。エクスペンダブロズ拡張なしの完全なゲームはPlayStaition 4に移植され2016年3月1日にリリースされた。Nintendo Switchへの移植は2018年7月に発表された。

## 反響
本作のPS4版は2016年5月の時点で10万本を売り上げた。

### 評価
Eurogamerのジェフリー・マトゥレフはゲームデモを「すぐにやめられなくなってしまうようなレトロゲームへの先祖還り」と説明し、破壊可能な周囲の環境のユニークさを指摘した。数人の記者が『Terraria』とこのゲームを比較した。IGNは10点中8.8点を獲得し、「『Broforce』のひどいダジャレと鍛えられた上腕二頭筋の下には、アクション映画とレトロゲームへ捧げられる鮮やかな賛歌が広がっている」と述べた。PC Gamerでは78％を獲得したが、「せっかちでしっかりしていて堅実なラン＆ガンの愚かさは、本当に素晴らしいものになるには少々十分には機能していない」と評された。『ジ・エスケイピスト』では5つ星のうち4つ半を獲得し、「『Broforce』は馬鹿げてはいるものの、アイコニックなアクション映画への真摯なラブレターであり、豊かな環境と巧妙に作られた敵で完璧に洗練されている」と評された。
Game Watchの泊裕一郎はPS Plusのフリープレイを取り上げた連載記事の中で、本作について「[前略]何も考えずにボカスカ弾を撃って突き進めるところには爽快感もあり、ストレス解消としてもオススメできる。」と評価しており、気が向いた時に軽く遊ぶのに向いていると述べている。
ファミ通のBRZRKは、マルチプレイモードが本番だと思えるほど面白いと評価し、「[前略]4人同時で遊んでいると各々が思い思いの行動を取るので画面上はメチャクチャ！　あっちで大爆発、こっちで大爆発、それに巻き込まれて爆死といった感じでもうホントにグチャグチャ。でも、自然と笑いがこみあがる。」と語っている。